# 中谷文彦
中谷 文彦（なかや ふみひこ、1968年6月3日 - ）は、NHKの元チーフアナウンサー、管理職。

## 人物
長野県木曽高等学校を経て東京農工大学卒業後、1991年入局。
当初は地域放送やスポーツ中継で活躍していたが、後年、情報系番組に活躍の場を移した。
好きな食べ物は、すし、しゃぶしゃぶ。
2025年7月1日付で初任地山形局の局長に就任する。

## 過去の出演番組

### 山形放送局時代（1度目）
- 山形県のニュース
- ひるどき日本列島「最上川」(1993年10月18日- 22日）

### 岐阜放送局時代
- ひるどき日本列島「飛騨路」（1995年9月25日 - 29日）
- ひるどき日本列島「美濃路」（1996年9月16日 - 20日）
- プロ野球中継・Jリーグ中継・高校野球中継

### 名古屋放送局時代（ - 2002年度）
- 東海3県・東海北陸のニュース

### 東京アナウンス室時代（1度目）（2003年度 - 2007年度）
- おーい、ニッポン
- 商店街の達人
- お元気ですか日本列島（代々木公園から中継、2006年3月）
- こんにちは!80ちゃんです 司会（2006年4月 - 2007年3月）
- 生中継 ふるさと一番! 首都圏担当（2006・2007年度）
- ことばおじさんのナットク日本語塾（2007年5月7日、Eテレ）
- きらり10代!（2008年2月3日）高山哲哉の代役

### 山形放送局時代（2度目）（2008年度 - 2010年度）
- 山形県のニュース

### 東京アナウンス室時代（2度目）（2011年度 - 2016年度）
- NHKプロ野球他スポーツ中継
- 仕事学のすすめ（語り手）
- 世界ふれあい街歩き ちょっとお散歩 ナレーション
- 地方発 ドキュメンタリー 走れ、 世界 へ 下町ボブスレー ナレーション（2014年2月24日）
- 趣味どきっ!  国宝 に会いに行く（ナレーション・2015年3月31日 - 2015年5月26日  全9回）
- あさイチ（リポーター・特選!エンタ コーナー 特選! 　販売員役：2011年6月24日 - 2017年3月17日）
- ラジオニュース（日曜日夜 - 月曜日早朝・不定期）
- 国民総参加クイズSHOW! QB47（不定期・データマン）
- なわとびかっとび王選手権（年1回・実況）
- ワイルドライフ（BSプレミアム、不定期） - ナレーション

### 山形放送局時代（3度目）（2017年度 - 2020年8月）
- やままる（キャスター）
- 山形県のニュース
- ニュースやまがた845（不定期）
- 放送部副部長（アナウンス統括）
- 山形放送局制作番組の編集責任者

### 東京アナウンス室時代（3度目）（2020年9月 - 2023年度）
- ニュースシブ5時（特集、「私の宝物」プレゼンター、青木さやかへのインタビュー）
- 天空の氷河へ アルプス・鉄道の旅 (2022年10月22日、BSプレミアム/BS4K/2022年9月12日、BS8K)  - 語り

### プロジェクトセンター時代（2024年度 - 2025年6月）
- ウチのどうぶつえん（ナレーション）
- 午後LIVE ニュースーン（リポーター（不定期）、ナレーション）